# Wadim Jewsiejew
Wadim Walentinowicz Jewsiejew (ros. Вадим Валентинович Евсеев, ur. 8 stycznia 1976 w Mytiszczi) – rosyjski piłkarz grający na pozycji prawego obrońcy oraz trener piłkarski.

## Kariera klubowa
Jewsiejew rozpoczął piłkarską karierę w klubie Spartak Mytiszczi wywodzącego się z jego rodzinnej miejscowości Mytiszczi. W 1993 roku wyjechał do Moskwy i został piłkarzem tamtejszego Spartaka Moskwa. W pierwszej drużynie zadebiutował jednak dopiero w 1996. Rozegrał wówczas 27 meczów, strzelił 2 gole i wywalczył swoje pierwsze trofeum w karierze – mistrzostwo Rosji. Zadebiutował też w Lidze Mistrzów. W 1997 roku Spartak z Wadimem w składzie powtórzył to osiągnięcie, a w 1998 roku zespół zdobył dubletu – mistrzostwa kraju i Pucharu Rosji. Jewsiejew nie grał jednak w podstawowym składzie, a w połowie sezonu został wypożyczony do Torpeda Moskwa. W kolejnych dwóch latach Jewsiejew ze Spartakiem osiągał kolejne sukcesy – w 1999, 2000, czyli następne dwa mistrzostwa Rosji. Dla Spartaka rozegrał 91 meczów i zdobył 5 goli.
W 2001 roku Jewsiejew przeszedł do lokalnego rywala Spartaka, Lokomotiwu Moskwa. Na początku nie miał jednak pewnego miejsca w składzie Lokomotiwu. W swoim pierwszym sezonie wywalczył Puchar Rosji oraz wicemistrzostwo kraju. W 2001 roku natomiast powtórzył oba osiągnięcia, a już w 2002 roku był podstawowym zawodnikiem moskiewskiego zespołu. Został wtedy po raz pierwszy w karierze mistrzem Rosji, a sukces odniósł także w rozgrywkach Lidze Mistrzów dochodząc z Lokomotiwem do drugiej fazy grupowej. W 2003 roku Lokomotiw był dopiero trzeci w lidze, a w 2004 roku najpierw uległ w 1/8 finału LM AS Monaco, a następnie wywalczył mistrzostwo. W 2005 roku oprócz Superpucharu Rosji Wadim zajął 3. miejsce w lidze, co powtórzył w 2006 roku. W Lokomotiwie wystąpił w 129 meczach i strzelił 16 bramek.
Na początku 2007 roku Jewsiejew zmienił barwy klubowe i trafił do grającego w Pierwszej Dywizji Torpeda, notując tym samym powrót do tego zespołu. Na drugim froncie spędził tylko pół roku i latem podpisał kontrakt z Saturnem Ramienskoje.
| Sezon   | Klub                    | Kraj     | Rozgrywki                     | Mecze | Bramki |
| ------- | ----------------------- | -------- | ----------------------------- | ----- | ------ |
| 1996    | Spartak Moskwa          | Rosja    | Priemjer-Liga                 | 26    | 2      |
| 1997    | Spartak Moskwa          | Rosja    | Priemjer-Liga                 | 18    | 0      |
| 1998    | Spartak Moskwa          | Rosja    | Priemjer-Liga                 | 6     | 0      |
| 1998    | Torpedo Moskwa          | Rosja    | Priemjer-Liga                 | 10    | 0      |
| 1999    | Spartak Moskwa          | Rosja    | Priemjer-Liga                 | 11    | 1      |
| 2000    | Spartak Moskwa          | Rosja    | Priemjer-Liga                 | 29    | 2      |
| 2001    | Lokomotiw Moskwa        | Rosja    | Priemjer-Liga                 | 13    | 0      |
| 2002    | Lokomotiw Moskwa        | Rosja    | Priemjer-Liga                 | 23    | 7      |
| 2003    | Lokomotiw Moskwa        | Rosja    | Priemjer-Liga                 | 22    | 4      |
| 2004    | Lokomotiw Moskwa        | Rosja    | Priemjer-Liga                 | 27    | 3      |
| 2005    | Lokomotiw Moskwa        | Rosja    | Priemjer-Liga                 | 20    | 2      |
| 2006    | Lokomotiw Moskwa        | Rosja    | Priemjer-Liga                 | 24    | 0      |
| 2007    | Torpedo Moskwa          | Rosja    | Pierwyj diwizion              | 20    | 4      |
| 2007    | Saturn Ramienskoje      | Rosja    | Priemjer-Liga                 | 8     | 1      |
| 2008    | Saturn Ramienskoje      | Rosja    | Priemjer-Liga                 | 8     | 0      |
| 2009    | Saturn Ramienskoje      | Rosja    | Priemjer-Liga                 | 12    | 1      |
| 2010    | Saturn Ramienskoje      | Rosja    | Priemjer-Liga                 | 20    | 1      |
| 2011    | Tarpieda-BiełAZ Żodzino | Białoruś | Wyszejszaja liha              | 22    | 4      |
| 2011/12 | Arsienał Tuła           | Rosja    | Lubitielskaja futbolnaja liga | 5     | 1      |

## Kariera reprezentacyjna
W reprezentacji Rosji Jewsiejew zadebiutował 31 marca 1999 roku w wygranym 6:1 meczu z Andorą, rozegranym w ramach kwalifikacji do Euro 2000. Cztery lata później został powołany przez Olega Romancewa do kadry na Euro 2004 w Portugalii. Wcześniej w barażach o udział w tym turnieju zdobył jedynego gola w dwumeczu z Walią. Na mistrzostwach był podstawowym zawodnikiem i wystąpił we wszystkich trzech spotkaniach grupowych: z Hiszpanią (0:1), Portugalią (0:2) i Grecją (2:1).